# Wolfgang Pache
Wolfgang Pache (* 15. Mai 1959) ist ein ehemaliger deutscher Fußballspieler.

## Werdegang
Der Stürmer Wolfgang Pache begann seine Karriere beim VfB Beverungen im Kreis Höxter und wechselte im Sommer 1977 zum 1. FC Paderborn in die Verbandsliga Westfalen. Ein Jahr später verpasste Pache mit seiner Mannschaft nach verlorenen Entscheidungsspielen gegen Holstein Kiel die Aufstiegsrunde zur 2. Bundesliga. Nun spielten die Paderborner in der neu geschaffenen Oberliga Westfalen und wurden dort 1980 Vizemeister hinter der SpVgg Erkenschwick, die später auch in die 2. Bundesliga aufstieg. Pache wechselte nach Erkenschwick und feierte am 16. August 1980 bei der 1:4-Niederlage der Erkenschwicker bei OSV Hannover sein Profidebüt.
Mit elf Toren in 39 Spielen war Pache der beste Torschütze seiner Mannschaft, konnte aber den Abstieg der Erkenschwicker als Vorletzter nicht verhindern. Daraufhin kehrte er zum 1. FC Paderborn zurück und wurde in der Saison 1982/83 mit 30 Treffern Torschützenkönig. Pache wechselte daraufhin zum Zweitligaaufsteiger Rot-Weiß Oberhausen, wo er mit elf Toren in 28 Spielen einen großen Anteil am Klassenerhalt hatte. Dennoch kehrte er für ein Jahr zum 1. FC Paderborn zurück, ehe er im Sommer 1985 zum FC Gütersloh wechselte. Zwei Jahre später folgte der Transfer zum KSV Hessen Kassel, wo er mit der Mannschaft Vizemeister der Oberliga Hessen wurde.
Von 1988 bis 1990 ließ Wolfgang Pache seine Karriere beim Paderborner Amateurverein Blau-Weiß Wewer ausklingen. Anschließend trainierte er der TSV Tudorf. Darüber hinaus veröffentlichte Pache mehrere Krimis.